# Yolanda Barcina
Yolanda Barcina Angulo, née le 4 avril 1960 à Burgos, est une femme politique espagnole, membre de l'Union du peuple navarrais (UPN).
Élue en 1999 maire de Pampelune, capitale de la Communauté forale de Navarre, elle devient dix ans plus tard présidente de l'UPN. À ce titre, elle mène la campagne des élections régionales de 2011. Après avoir formé une coalition avec les socialistes, elle accède au poste de présidente de la communauté forale.
Son alliance avec le centre-gauche ne tient qu'un an, après quoi elle gouverne en minorité. Elle quitte la vie politique en 2015, son parti ne l'ayant pas investie pour se représenter aux élections régionales.

## Biographie

### Jeunesse et vie professionnelle
Yolanda Barcina Angulo naît à Burgos, dans la province éponyme, le 4 avril 1960. Sa famille déménage peu après en Biscaye, dans la ville de Portugalete. Elle quitte le domicile familial en 1977 pour étudier la pharmacie à l'université de Navarre.
Elle obtient d'abord une licence, puis un doctorat en 1984. Elle devient quatre ans plus tard professeure titulaire à l'université autonome de Barcelone (UAB). Elle quitte l'établissement dès 1990, pour prendre le poste de vice-doyenne de la faculté de pharmacie de l'université du Pays basque (UPV).
L'année suivante, l'université publique de Navarre la recrute au sein du département de technologie alimentaire. Elle est promue professeure des universités de nutrition et bromatologie en pharmacie en 1993. Elle est désignée deux ans après vice-rectrice de l'université, chargée de la gestion académique.

### Au gouvernement navarrais
Elle entre en politique le 19 septembre 1996 quand le nouveau président de la communauté forale de Navarre Miguel Sanz l'appelle au sein de son gouvernement en tant que conseillère à l'Environnement, à l'Aménagement du territoire et au Logement. Première femme à siéger au sein de l'exécutif navarrais, elle ne fait pas partie de l'Union du peuple navarrais (UPN) au pouvoir.

### Maire de Pampelune
Elle se présente, trois ans plus tard, à la mairie de Pampelune, capitale régionale, sous les couleurs de l'UPN, dont elle n'est toujours pas membre. Elle arrive en tête du scrutin, avec 12 élus sur 27, et obtient le vote en blanc du Parti socialiste de Navarre-PSOE (PSN-PSOE), ce qui lui permet d'être investie maire le 4 juillet. Elle est ainsi la première femme à diriger la ville. Elle trouvera ensuite plusieurs accords, ponctuels ou durables, avec les socialistes, ce qui lui assure la stabilité pendant les quatre années de ce premier mandat.
Après avoir adhéré à l'UPN, elle se représente au scrutin de 2003 et obtient, avec 42,3 % des voix, 13 élus, soit un de moins que la majorité absolue. Elle s'associe alors avec la Convergence des démocrates de Navarre (CDN), qui dispose de deux sièges, et est reconduite à la mairie. Bien que la CDN ait perdu ses sièges aux élections de 2007, au cours desquelles l'UPN remporte 42,8 % des suffrages et 13 conseillers, elle continue de gouverner grâce à l'abstention du PSN-PSOE, qui se refuse à soutenir Uxue Barkos, de la coalition Nafarroa Bai.

### Présidente de Navarre
Élue présidente de l'Union du peuple navarrais le 19 avril 2009, avec 89 % des voix, en remplacement de Miguel Sanz, elle est ensuite investie candidate à la présidence de la communauté forale de Navarre, pour les régionales de 2011. Le jour du scrutin, l'UPN arrive en tête avec 34,4 % des voix et 19 députés sur 50, en recul de trois sièges. Après avoir signé le 21 juin un accord de coalition avec le Parti socialiste de Navarre, qui dispose de 9 élus, Yolanda Barcina est investie présidente de la communauté forale de Navarre le 24 juin, sous les critiques de la gauche régionaliste et du Parti populaire de Navarre (PPN). Elle est la première femme à exercer cette fonction.
Le 15 juin 2012, elle annonce la destitution du vice-président socialiste du gouvernement, Roberto Jiménez, qu'elle accuse de « comportement déloyal », après plusieurs semaines de désaccords entre les deux partis sur la rigueur budgétaire à adopter. Elle ajoute cependant que les autres responsables gouvernementaux du PSN restent en fonction et que le parti peut désigner un successeur au numéro deux du gouvernement.
En 2015, l'UPN ne la reconduit pas comme candidate pour les élections au Parlement de Navarre du 24 mai 2015. L'UPN n'obtiendra pas la majorité lors de ce scrutin.

### Sources
- (es) Cet article est partiellement ou en totalité issu de l’article de Wikipédia en espagnol intitulé « Yolanda Barcina » (voir la liste des auteurs).